# Иван Зеленков
Иван Зеленков е български полицай, старши комисар от МВР.

## Биография
Иван Зеленков е роден на 9 февруари 1973 г. в град Перник, Народна република България. Завършва Военна академия „Георги Раковски“ в София и придобива магистърска степен по национална сигурност и отбрана, след което придобива магистърска степен в Югозападния университет „Неофит Рилски“ в Благоевград.
През октомври 2002 г. постъпва в системата на МВР като разузнавач в сектор „Криминална полиция“ при Първо районно управление „Полиция“ в Перник. Преминава през всички етапи на кариерата, като е бил началник на Първо РУ – Перник, РУ – Трън и Второ РУ в Перник. Бил е също зам.-директор, а през 2017 г. става и директор на ОДМВР – Перник. На 29 август 2022 г. е назначен за директор на ОДМВР – Пазарджик от първото служебно правителство на Гълъб Донев.
Завършва множество курсове за професионална подготовка и повишаване на квалификацията. През периода 27 октомври – 12 декември 2014 г. провежда обучение в Будапеща, Унгария в 97-а сесия на Международната академия за правоприлагане (ILEA) на тема „Правоприлагане и развитие на лидерството“.